# Apeadeiro de Freineda
O apeadeiro de Freineda é uma interface da Linha da Beira Alta, que serve a localidade de Freineda, pertencente ao concelho de Almeida e ao distrito da Guarda, em Portugal.

## Descrição

### Localização e acessos
Situa-se na povoação de Freineda-Gare, a menos de dois quilómetros do centro da localidade nominal e a quase quatro quilómetros da antiga vila medieval de Castelo Bom. O acesso a estas povoações faz-se pela pela Estrada Municipal n.º 567, que passa nas imediações da gare.

### Infraestrutura
Como apeadeiro em linha em via única, esta interface tem uma só plataforma, que tem 75 m de comprimento e 38 cm de altura. O edifício de passageiros situa-se do lado nascente da via (lado direito do sentido ascendente, a Vilar Formoso). A superfície dos carris da estação ferroviária de Freineda no seu ponto nominal situa-se à altitude de 7365 dm acima do nível médio das águas do mar.

### Serviços
Por motivos do obras em toda a Linha da Beira Alta em 2022-2024, o serviço de passageiros a este interface é assegurado por via rodovária, com duas circulações diárias em cada sentido entre Guarda e Vilar Formoso.

## História
A Linha da Beira Alta entrou provisoriamente ao serviço em 1 de Julho de 1882, tendo sido totalmente inaugurada em 3 de Agosto do mesmo ano, pela Companhia dos Caminhos de Ferro Portugueses da Beira Alta; a estação de Freineda constava já do elenco original de estações e apeadeiros.
Em 1933, a Companhia da Beira Alta prolongou a linha do cais, e modificou o cais correspondente. No ano seguinte, realizou grandes obras de reparação no edifício e nas retretes, e em 1939 foi modificada e pintada a báscula.

Nos horários de 1913, Freineda detinha a classificação de estação, bem como no mapa oficial de 1988, tendo sido despromovida à classificação de apeadeiro antes de 2011.